# Unione Sportiva Rovereto 1970-1971
Questa voce raccoglie le informazioni riguardanti l'Unione Sportiva Rovereto nelle competizioni ufficiali della stagione 1970-1971.

## Rosa
| N. |                   | Ruolo | Calciatore          |
| -- | ----------------- | ----- | ------------------- |
|    | Italia (bandiera) |       | Abate               |
|    | Italia (bandiera) | A     | Renzo Aldi          |
|    | Italia (bandiera) | D     | Roberto Bacchini    |
|    | Italia (bandiera) | D     | Luciano Battiston   |
|    | Italia (bandiera) | D     | Werther Borelli     |
|    | Italia (bandiera) | P     | Gabriele Cantagallo |
|    | Italia (bandiera) |       | Cherubini           |
|    | Italia (bandiera) | D     | Gilberto Ciscato    |
|    | Italia (bandiera) | D     | Romano Donzelli     |
|    | Italia (bandiera) | C     | Luigi Giavara       |
|    | Italia (bandiera) | C     | Giorgio Giorgi      |

| N. |                   | Ruolo | Calciatore       |
| -- | ----------------- | ----- | ---------------- |
|    | Italia (bandiera) | A     | Luigi Manganotti |
|    | Italia (bandiera) | A     | Paolo Melloni    |
|    | Italia (bandiera) | D     | Roberto Moioli   |
|    | Italia (bandiera) | P     | Luigi Muraro     |
|    | Italia (bandiera) | D     | Giorgio Nardello |
|    | Italia (bandiera) | C     | Gianni Prezzi    |
|    | Italia (bandiera) | A     | Primo Rigoni     |
|    | Italia (bandiera) | A     | Massimo Silva    |
|    | Italia (bandiera) | D     | Francesco Taddei |
|    | Italia (bandiera) | C     | Paride Tumburus  |
|    | Italia (bandiera) | C     | Ezio Vendrame    |